# Kluky, Kutná Hora
Kluky là một làng thuộc huyện Kutná Hora, vùng Středočeský, Cộng hòa Séc.